# Egon Bönner
Egon Bönner (* 25. Dezember 1901 in Könitz; † 12. April 1981 in Werne) war ein deutscher nationalsozialistischer Politiker und Staatskommissar von Hannover.

## Leben
Egon Bönner unterbrach seine Schulausbildung in Göttingen im Januar 1919 und trat als freiwilliger Soldat auf Zeit in das Freikorps Eulenburg ein. Nach Kampfeinsätzen im Kurland wurde er mit dem Baltenkreuz ausgezeichnet. Eine weitere Auszeichnung, den schlesischen Adler, erhielt Bönner im Einsatz des Freikorps beim Aufstand in Oberschlesien. Bönner diente bis September 1919 im Freikorps. Danach setzte er seinen Schulbesuch fort und erhielt 1921 an der Oberrealschule seinen Abschluss.
Nach dem Schulbesuch in Göttingen begann Bönner eine Apothekerlehre und arbeitete als Apotheker-Assistent in Hannoversch Münden. Darauf begann er ein Jurastudium, welches er 1931 mit dem zweiten juristischen Staatsexamen abschloss.
Bönner war von 1931 bis 1934 als Rechtsanwalt beim Amts- und Landesgericht in Duisburg tätig.
Zum 1. Mai 1931 trat er in die NSDAP ein (Mitgliedsnummer 535.829). Er trat auch in die SA ein und stieg bis zum Standartenführer auf.
Von 1934 bis 1939 war Egon Bönner Landrat im Kreis Geldern. 1939 wurde er Bürgermeister und Stadtkämmerer in Essen.
Von August 1941 bis Ende 1942 leitete Bönner die Hauptabteilung II („Politik“) beim Generalkommissariat Lettland in Riga und war ständiger Vertreter des Generalkommissars Otto-Heinrich Drechsler. Die deutsche Zivilverwaltung in Lettland war mittelbar an der Organisation und Durchführung des Holocaust beteiligt. Die persönliche Beteiligung Bönners am Holocaust ist umstritten. Der Historiker Rüdiger Fleiter sieht bei Egon Bönner eine wesentliche Verantwortung für die massenhafte Ermordung der lettischen und deutschen Juden in Lettland. In grundlegenden Darstellungen der Vernichtung der lettischen Juden findet Bönners Name allerdings keine Erwähnung, auch in anderen Biogrammen Bönners fehlt diese Bewertung.
Ende 1942 wurde Bönner zur Wehrmacht einberufen. Bis Herbst 1943 wurde er in Belgrad als Chef der Militärverwaltung beim Kommandierenden General und Befehlshaber in Serbien eingesetzt. Ab Herbst 1943 bis zum Rückzug der deutschen Truppen aus Frankreich war er Militärverwaltungschef beim Befehlshaber Südwestfrankreich in Angers. Im Oktober 1944 wurde er als Nachfolger von Ludwig Hoffmeister zum Staatskommissar von Hannover ernannt. Bönner setzte gegen Ende des Zweiten Weltkriegs durch, dass Hannover kampflos den Amerikanern überlassen wurde. Nach Übergabe der Stadt wurde er verhaftet und mit sofortiger Wirkung aus seinem Amt entlassen. Im Entnazifizierungsverfahren wurde er als Mitläufer eingestuft. Bönner starb am 12. April 1981.